# العويسي
العويسي بلدة موريتانية وإحدى بلديات ولاية العصابة.